# Свети Йоан Богослов Канео
„Свети Йоан Богослов“, известна като „Свети Йоан Канео“ (на македонска литературна норма: „Свети Јован Богослов – Канео“) е православна църква в град Охрид, Северна Македония. Църквата е една от най-известните в Охрид, разположена на брега на Охридското езеро в рибарската махала Канео, чието име носи.

## История
На базата на архитектурата и живописта се предполага, че църквата е от края на XIII – началото на XIV век, и че е била католикон – главна църква манастир. Спомената е в документ от 1447 година. В XVII век църквата е запусната и занемарена.
Към 1850 г., църквата е възстановена от местните българи, като отчасти е променена архитектурата и живописта. В началото на XX век са изписани няколко светци и Богородица в главната апсида.
Според местна легенда в тази църква е венчан българският цар Иван Асен II, и затова според тогавашните обичаи едната от трите врати на църквата – северната, през която е излязъл царят е зазидана по-късно.

## Архитектура
Като архитектура Свети Йоан Канео е кръстокуполна църква с вписан кръст и тройна апсида. Куполът е осмоъгълен, носен от четири правоъгълни колони с пандантиви. Завършекът му с фронтони на осем страни е необичаен и не е характерен за куполите на църквите в района, а е типичен за арменската архитектура. Долните части на църквата са с каменен градеж, а нагоре е с хоризонтални редове бигор и тухли с богата керамопластична украса и ъглести фронтони.

## Живопис
От първоначалните фрески са оцелели само фрагменти. В кубето е на Христос Вседържител, обкръжен от осем ангели. Между прозорците са изображенията на пророците. В горната част на олтара е композицията „Причастие на апостолите“, като ангелите необичайно са в царско облекло. Елемент, характерен за творчеството на Михаил и Евтихий, е декорът на задния план на композициите. Архиереите са представени във фриз от портрети до кръста, като се отличават тези на Свети Климент Охридски и дясно от него на Свети Еразъм Охридски и до него на Константин Кавасила. Патронът на църквата Свети Йоан Богослов е представен в цял ръст.